# Kakkerlakken
Kakkerlakken zijn een groep insecten die, samen met de termieten, behoren tot de Blattodea. Kakkerlakken zijn afgeplatte, vaak donkergekleurde insecten met min of meer verharde voorvleugels. Ze hebben lange, draadvormige voelsprieten en een paar korte, gesegmenteerde aanhangsels (cerci) aan het achterlijf. Er zijn meer dan 4500 soorten beschreven, waarvan er slechts zo'n dertig in de menselijke leefomgeving voorkomen. Alle europese kakkerlakken leven uitsluitend op het land.
Kakkerlakken zijn robuuste, algemeen voorkomende insecten. Ze hebben eenvoudig gevormde monddelen en voeden zich met divers organisch materiaal van plantaardige oorsprong. Kakkerlakken komen wereldwijd voor en kunnen overleven in zeer verschillende omgevingen, van arctische kou tot tropische hitte. Tropische soorten worden vaak veel groter dan de soorten in gematigde gebieden. De meeste soorten zijn nachtactief. Kakkerlakken worden beschouwd als een relatief primitieve groep binnen de Neoptera. 
De kakkerlakken vormen volgens huidige inzichten geen monofyletische groep, omdat op basis van genetische gegevens is ontdekt dat termieten ook tot de kakkerlakken moeten worden gerekend. Termieten (Isoptera) worden beschouwd als een sterk gespecialiseerde familie van sociaal levende kakkerlakken.

## Kenmerken
De lengte van diverse soorten kakkerlakken varieert van minder dan een centimeter tot acht centimeter. In Nederland komen in huizen de Duitse kakkerlak en de Amerikaanse kakkerlak nog weleens voor als plaag. In Nederlandse bossen vindt men vijf soorten uit de familie Blatellidae waarvan vier oorspronkelijk inheems zijn en behoren tot het West-Palearctische geslacht Ectobius: de heidekakkerlak (Ectobius panzeri), de boskakkerlak (Ectobius sylvestris), de bleke kakkerlak (Ectobius pallidus), en de noordse kakkerlak (Ectobius lapponicus). Deze soorten leven vrijwel uitsluitend in de bladstrooisellaag van kruidrijke bermen en bosranden. De vijfde soort, de Duitse kakkerlak (Blattella germanica), is al ruim 150 jaar in Nederland te vinden en wordt als ingeburgerd beschouwd. Deze laatste niet-vliegende soort is vooral binnenshuis te vinden en bij geschikte, droge weersomstandigheden ook in de natuur.
Kakkerlakken hebben een eironde en verticaal afgeplatte lichaamsvorm en zijn meestal goed gecamoufleerd, doorgaans bruin tot zwart. Sommige tropische soorten zijn meer bont gekleurd zoals rood en geel, of ook wel groen. Ze kunnen zeer hard lopen en kunnen snelheden van meer dan 5 km/u behalen. Hiermee zijn ze de op twee na snelste loper onder de insecten. Enkele soorten kunnen vliegen. Kakkerlakken zijn alleseters. Sommige soorten kunnen tien tot veertig dagen zonder eten.
Het is bekend dat ze elkaars geursignalen oppikken en hierop reageren, al is dit niet te vergelijken met sociale insecten zoals mieren. De lange voelsprieten zijn ook bij een kakkerlak in rust meestal voortdurend in beweging.
Kakkerlakken hebben een snelle voortplanting. De hoeveelheid kakkerlakken in een eipakketje is soortspecifiek. De snelheid van ontwikkeling hangt af van de omgeving, vooral de temperatuur en het voedselaanbod: het voorkomen van kakkerlakken in een huis kan een teken zijn van te wensen overlatende hygiëne, zoals rondslingerende etensresten. Een vrouwelijke kakkerlak draagt ongeveer dertig kakkerlakken in een eipakket die na 3 à 5 weken van het lichaam worden afgezet. Hoewel kakkerlakken zelf voor de mens onschadelijk zijn, kunnen ze bacteriën en ziektes overbrengen door van voedsel te eten, er hun behoefte op te doen of eroverheen te lopen.
Exoten zoals de Australische kakkerlak en de oosterse kakkerlak of bakkerstor (Blatta orientalis) zijn hier gekomen door transport van handelswaar. Met name in houtsoorten en kurk kunnen zich grote aantallen eieren bevinden. Daardoor zijn deze exoten in West-Europa verspreid en houden ze zich voornamelijk op in broeikassen, gebouwen en broodbakkerijen.

## Bestrijding
Kakkerlakkenplagen in huis kunnen moeilijk te bestrijden zijn, doordat de kakkerlakken in spleten wegkruipen en verbazend goed tegen de meest gebruikte gifstoffen kunnen. Door massaal en preventief gebruik van bestrijdingsmiddelen treedt namelijk resistentie op. Uit onderzoek is daarnaast gebleken dat kakkerlakken zeer snel resistentie opbouwen. Een andere, zeer efficiënte en niet-giftige methode is de zogenaamde "Vegas roach trap". Deze bestaat eenvoudigweg uit een glazen pot met nauwe opening (bijvoorbeeld een groentepot), gedeeltelijk gevuld met koffiedik (en eventueel water). De buitenkant van de pot kan desnoods worden bedekt met ruw plakband, zodat de kakkerlakken gemakkelijk naar binnen kunnen klimmen. De "Vegas roach trap" is in zoverre insectvriendelijk, dat andere insecten niet aangetrokken worden. In kassen en op andere plaatsen met veel planten wordt tegenwoordig gebruikgemaakt van het kakkerlakkenlokdoosje.

## Kakkerlakken als huisdier

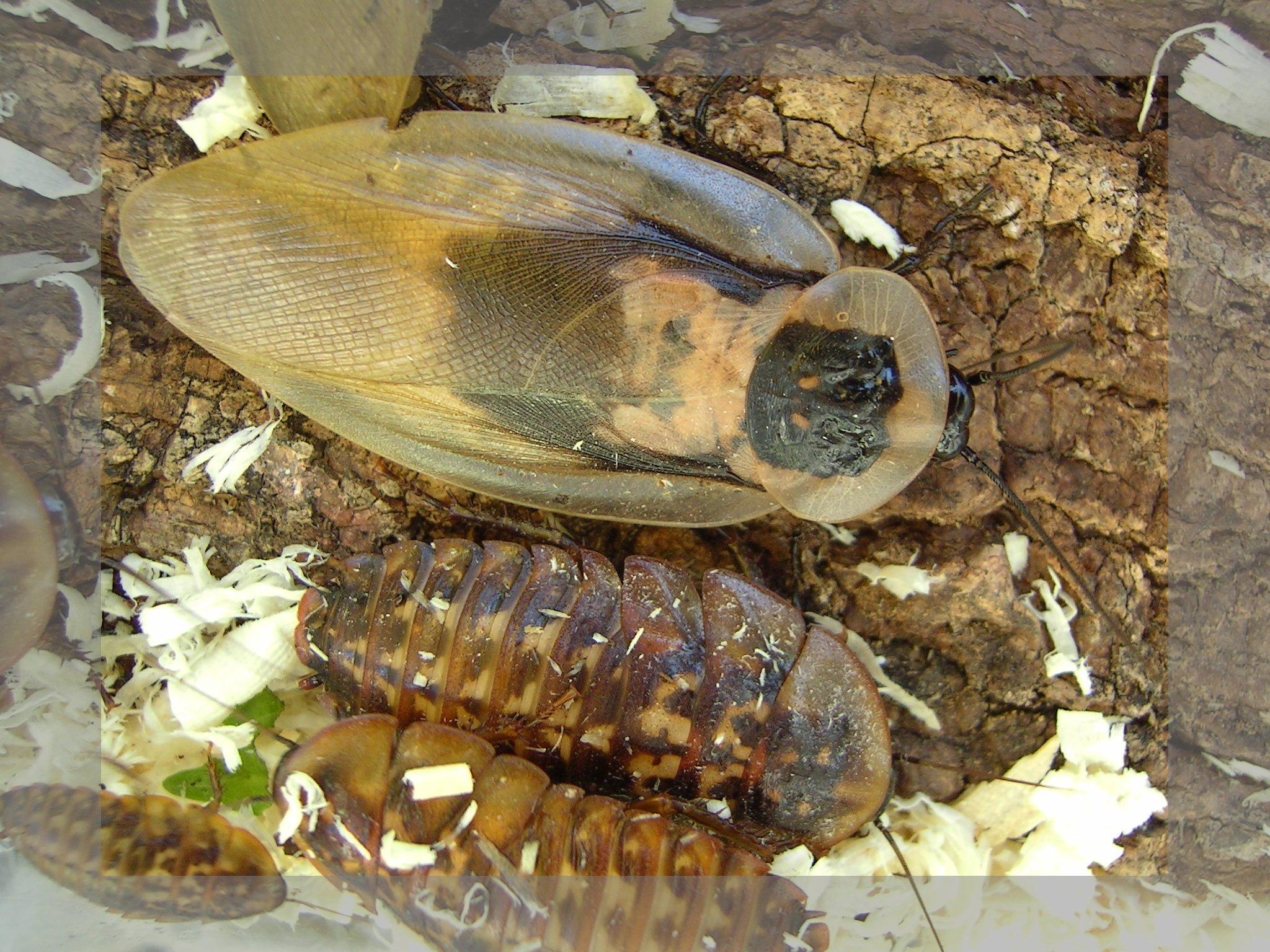
Sommige soorten worden gehouden als huisdier zoals deze doodshoofdkakkerlak (Blaberus craniifer) met twee nimfen

Sommige tropische soorten worden als huisdier of voedseldier in een terrarium in gevangenschap gehouden. Dit zijn bijvoorbeeld de sissende kakkerlak (Gromphadorhina portentosa), de Surinaamse kakkerlak (Pycnoscelus surinamensis), de doodshoofdkakkerlak (Blaberus craniifer), Blaberus discoidalis en de kleine grottenkakkerlak (Blaberus atropos), die niet klein is, maar wel kleiner dan de reuzengrottenkakkerlak (Blaberus giganteus). Tropische kakkerlakken zijn niet moeilijk te houden als men de temperatuur voldoende hoog houdt en ze wat schuilplaatsen geeft. Als voedsel eten ze vrijwel alles wat mensen ook eten. De voortplantingssnelheid hangt af van de temperatuur, maar een generatietijd van enkele maanden tot één à twee jaar voor de grootste soorten is haalbaar. Kakkerlakken gaan zeer zuinig met hun energie om: ze zitten liefst het grootste deel van de tijd verborgen en komen alleen tevoorschijn om even te eten en te paren.

## Taxonomie

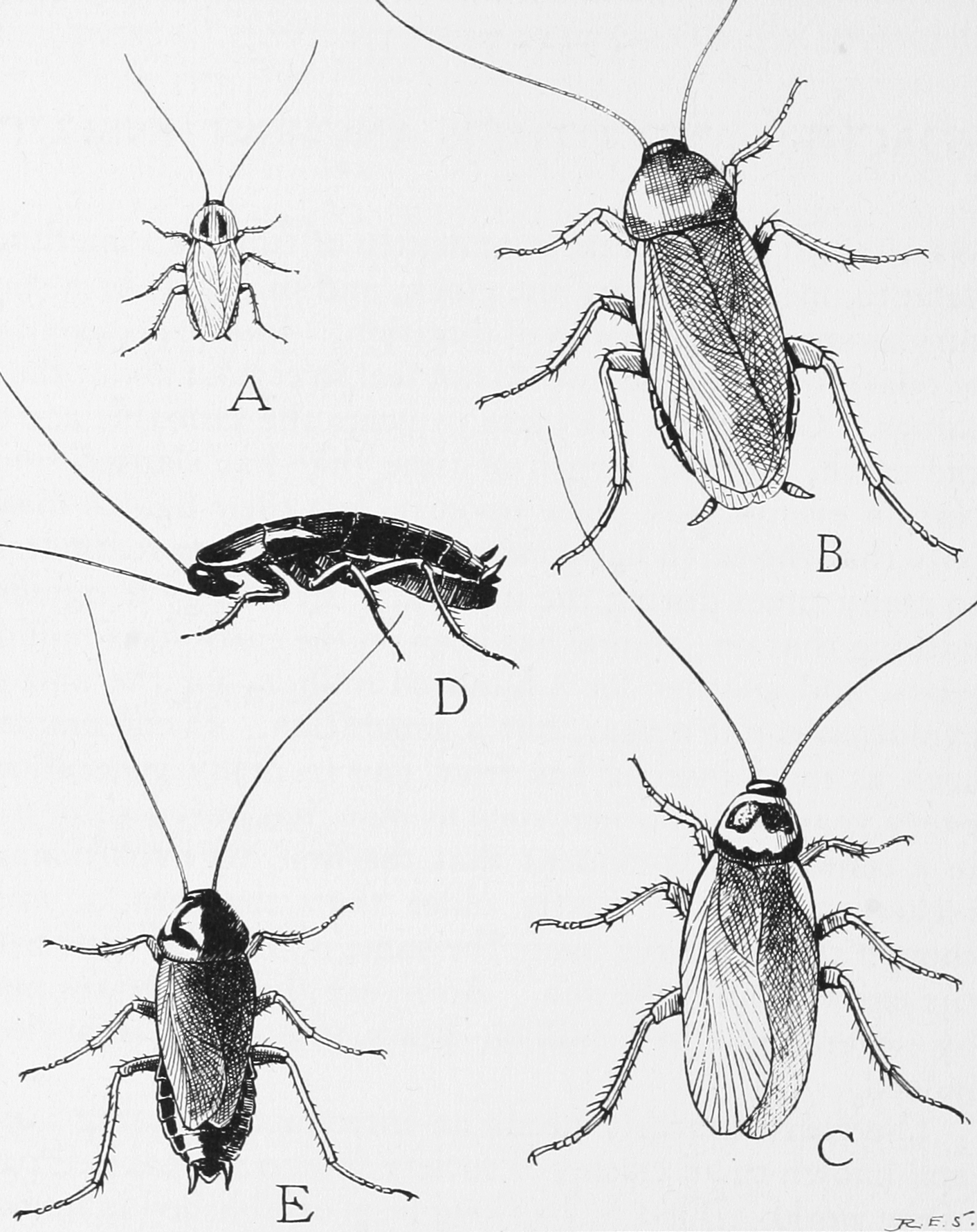
Een aantal algemene soorten in huis:
----
Duitse kakkerlak
Amerikaanse kakkerlak
Australische kakkerlak
Oosterse kakkerlak ♀
Oosterse kakkerlak ♂

De orde van kakkerlakken kent de volgende onderverdeling:
- Superfamilie Corydioidea Saussure, 1864
  - Familie Nocticolidae Bolívar, 1892
  - Familie Corydiidae Saussure, 1864
- Superfamilie Blaberoidea Saussure, 1864 
  - Familie Ectobiidae Brunner von Wattenwyl, 1865 
  - Familie Blaberidae Saussure, 1864
- Superfamilie Blattoidea Latreille, 1810
  - Epifamilie Blattoidae Latreille, 1810
    - Familie Blattidae Latreille, 1810
    - Familie Lamproblattidae McKittrick, 1964
    - Familie Tryonicidae McKittrick & Mackerras, 1965

  - Epifamilie Cryptocercoidae Handlirsch, 1925
    - Familie Cryptocercidae Handlirsch, 1925

  - Epifamilie Termitoidae Latreille, 1802
    - Familie Mastotermitidae Desneux, 1904
    - Familie Hodotermitidae Desneux, 1904
    - Familie Archotermopsidae Engel, Grimaldi & Krishna, 2009
    - Familie Stolotermitidae Holmgren, 1910
    - Familie Kalotermitidae Froggatt, 1897
    - Familie Stylotermitidae Holmgren & Holmgren, 1917
    - Familie Rhinotermitidae Froggatt, 1897
    - Familie Serritermitidae Holmgren, 1910

## Anekdote
De kakkerlak staat reeds lang te boek als een ongewenste gast zoals blijkt uit volgende citaat:
De Kakkerlak is een zoort van Kever, een duim en zomtyds twee duimen lang; derzelver gedaante is eirond en plat, en de kleur hoog rood: hy kruipt door het gat van 't slot der koffers en valiesen, en legt aldaar niet alleen zyne eijeren, maar hy doorknaagt ook het linnen, stoffen, zyde, en alles wat hy vind; hy dringt ook in eet- en drinkbaare waaren van allerleije zoort; het geen dezelve zeer walgelyk maakt, want hy laat aldaar eene leelyke reuk agter, vry veel gelykende naar die der wandluizen. Dewyl de meeste Oost-Indische 'Schepen, vooral die met suiker geladen zyn, altoos met deeze insecten besmet zyn, zal ik alleenlyk melden, dat men ze zelden ziet vliegen, maar dat ze zeer schielyk loopen.— Reize naar Surinamen en Guiana van John Gabriël Stedman (1772)